# Linyphia ferentaria
Linyphia ferentaria là một loài nhện trong họ Linyphiidae.
Loài này thuộc chi Linyphia. Linyphia ferentaria được Eugen von Keyserling miêu tả năm 1886.